# Khorloogiin Choibalsan
Nguyên soái Khorloogiin Choibalsan (tiếng Mông Cổ: Хорлоогийн Чойбалсан) (8 tháng 2 năm 1895 — 26 tháng 1 năm 1952) là một lãnh tụ cộng sản của Cộng hòa Nhân dân Mông Cổ từ thập niên 1930 cho đến khi ông qua đời.

## Cuộc đời
Choibalsan vốn được rèn luyện để trở thành một thầy tăng Lạt-ma giáo. Ông đã tiếp xúc với các nhà cách mạng Nga trong chuyến đi của mình đến Siberi. Ông đã sáng lập tổ chức cách mạng đầu tiên của mình vào năm 1919 và đến năm 1921 thì hợp nhất nó với lực lượng của Damdin Sükhbaatar để lập nên Đảng Nhân dân Cách mạng Mông Cổ. Sau khi quân cách mạng Mông Cổ cùng Hồng quân Liên Xô tiến vào Urga năm 1921 và thành lập một chính quyền thân Xô viết, Choibalsan trở thành Thứ trưởng Chiến tranh.
Trong những năm sau, Choibalsan có ảnh hưởng quan trọng trong việc lãnh đạo đất nước và đến khoảng năm 1940 ông đã trở thành người lãnh đạo tối cao.  Ông đảm nhận cả hai vai trò là nguyên thủ quốc gia (Chủ tịch Đoàn Chủ tịch Tiểu Hural Quốc gia, 1929–1930) và đứng đầu chính phủ (Chủ tịch Hội đồng ủy viên Nhân dân, 1939–1952). Ông đôi khi được xếp quân hàm nguyên soái.
Choibalsan là một người theo các nguyên lý của lãnh đạo Xô viết Joseph Stalin và áp dụng chúng bằng nhiều cách khác nhau bao gồm trừ khử  các đối thủ để giành quyền lực và đối xử cay nghiệt với các địa chủ. Choibalsan lên cầm quyền với sự hậu thuẫn của Liên Xô, kết quả của việc Stalin không hài lòng với lãnh đạo cộng sản Mông Cổ khi đó là Peljidiyn Genden, người đã bị đẩy ra khỏi quyền lực vào năm 1936. Choibalsan, một đồng minh thân thiết của Joseph Stalin, được đưa lên nắm quyền.

## Thanh trừng
Dưới thời Choibalsan, nhiều cuộc thanh trừng kẻ thù của nhân dân đã diễn ra. Trọng tâm của các hành động này là các nhân vật tôn giáo, tầng lớp quý tộc cũ và những người bất đồng chính trị. Ước tính số người bị giết khá khác biệt, nhưng thường là một con số đáng kể. Một ước tính cho thấy có khoảng 30.000-35.000 bị giết, phần lớn là lạt-ma bị giết trong thời kỳ 1921–41, hầu hết là vào cuối thập kỉ 1930. Choibalsan cũng trở thành trung tâm của một mô hình sùng bái cá nhân tương tự như Stalin. Ví dụ, Núi Bogd Khan (tên vị vua Mông Cổ cuối cùng) được đổi sang tên ông từ thập niên 1950.

## Chính sách đối ngoại
Mặc dù Choibalsan được coi là đã không duy trì chính sách đối ngoại độc lập, song ông là một nhà dân tộc chủ nghĩa Mông Cổ và chưa từng từ bỏ hy vọng về việc thống nhất toàn bộ người Mông Cổ dưới quyền của Cộng hòa Nhân dân Mông Cổ. Cho đến năm 1945 ông vẫn còn khuyến khích một cuộc nổi dậy mang tính dân tộc tại miền đông Tân Cương (với sự trợ giúp của Stalin), với mục đích tăng cường ảnh hưởng của Cộng hòa Nhân dân Mông Cổ trong khu vực và mở rộng tới Tân Cương, Cam Túc và Thanh Hải. Vào tháng 8 năm 1945, CHND Mông Cổ tuyên bố chiến tranh với Nhật Bản và tham gia vào các hành động đánh chiếm vùng Nội Mông. Choibalsan hy vọng có thể tận dụng cơ hội này để giành lấy Nội Mông từ tay Trung Quốc. Nhưng đến tháng 8 năm 1945 Stalin đã ký kết một hiệp định với Trung Quốc, theo đó bảo đảm các lợi ích quan trọng của Liên Xô tại Viễn Đông, cũng như nền độc lập của Mông Cổ. Stalin đã khước từ giấc mơ Liên Mông Cổ của Choibalsan để ổn định mối quan hệ Xô-Trung và đảm bảo vị trí tại Trung Quốc sau năm 1945. Choibalsan chấp nhận điều này, song ông vẫn tiếp tục thỉnh cầu Stalin về vấn đề Nội Mông cho đến năm 1949. Nhượng bộ lớn nhất của Liên Xô là để cho Choibalsan thi hành các hoạt động tuyên truyền "kín" tại Nội Mông về quyền tự quyết dân tộc.

## Sự nghiệp
Trong thời gian ông cầm quyền, các cải tiến đáng kể nhất là hệ thống cơ sở hạ tầng, đường bộ và đường dây thông tin với sự giúp đỡ của Liên Xô, và các hoạt động nhằm nâng cao tỉ lệ biết chữ trong nước.
Choibalsan giữa chức vụ Thủ tướng cho đến khi ông qua đời tại Moskva vào ngày 26 tháng 1 năm 1952. Các chết của ông liên quan đến sự lão hóa. Joseph Stalin đã bình luận, "Họ chết vì những thứ khác. Shcherbakov, Zhdanov, Dimitrov, Choibalsan... qua đời rất nhanh chóng ! Chúng ta cần chuyển các bác sĩ già sang việc khác."  Dưới sự tra khảo, các tù nhân bị bắt giữ đã bắt buộc phải cung cấp các "chứng cứ" rằng các bác sĩ của điện Kremlin, do bác sĩ riêng của Stalin chỉ huy, trên thực tế đã ám sát Choibalsan và những người khác giống như đề cập của Stalin.

## Di sản

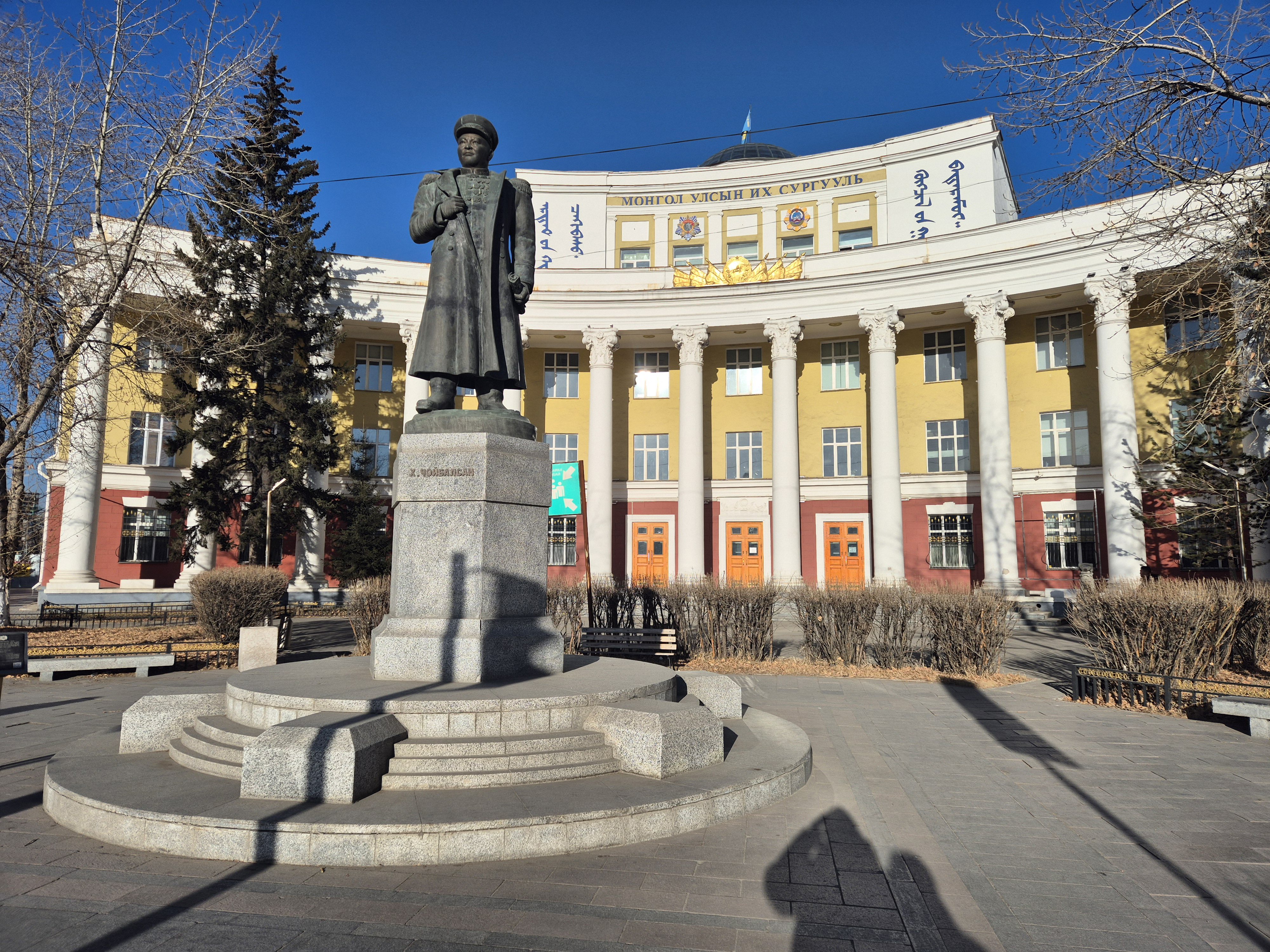
Tượng Choibalsan đặt trước Đại học Quốc gia Mông Cổ

Hình ảnh Choibalsan tại đất nước Mông Cổ ngày nay có nhiều khác biệt; nhiều người vẫn coi ông là một anh hùng dân tộc Mông Cổ, nhưng những người phê bình ông thì cho rằng đó chỉ đơn thuần là kết quả của các hành động tuyên truyền và sùng bái cá nhân của ông. Một số người Mông Cổ tin rằng Choibalsan đơn thuần chỉ là một con rối của Stalin, và có ít sự lựa chọn trong các quyết định của mình. Đảng của Choibalsan, Đảng Nhân dân Cách mạng Mông Cổ, đã phê bình những "sai lầm" của ông, bao gồm hình thành nạn sùng bái cá nhân, năm 1956, cùng lúc với các chỉ trích nhắm vào Stalin của Nikita Khrushchev tại Liên Xô. Dù mô hình chính trị tại Mông Cổ đã thay đổi, thủ phủ của tỉnh Dornod (trước kia gọi là Bayantümen) vẫn tiếp tục mang tên ông, và tượng của ông vẫn được đặt trước Đại học Quốc gia Mông Cổ do ông thành lập vào năm 1942.